# Geir Karlsen
Geir Karlsen (Skien, 18 de septiembre de 1948-26 de julio de 2024) fue un futbolista y entrenador de fútbol noruego que jugó en la posición de guardameta.

## Carrera

### Club
| Periodo   | Club                    | Apariciones | Goles |
| --------- | ----------------------- | ----------- | ----- |
| 1966–1969 | Odds BK                 | 63          | 0     |
| 1970–1973 | Rosenborg BK            | 76          | 0     |
| 1973–1975 | Dunfermline Athletic FC | 55          | 0     |
| 1975–1979 | Vålerenga Fotball       | 68          | 0     |
| 1980–1983 | Odds BK                 | 75          | 0     |

### Selección nacional
Con la selección sub-21 jugó en 13 ocasiones de 1966 a 1971; y con Noruega jugó en 32 ocasiones de 1969 a 1977.

### Entrenador
Dirigió al Odds BK en 1984.

## Logros
- Eliteserien (1): 1971
- Copa de Noruega (1): 1971
- Primera División de Noruega (1): 1976